# Bezdroże (film 1945)
Bezdroże (ang. Detour) – thriller amerykański z 1945 w reżyserii Edgara G. Ulmera, na podstawie powieści Martina Goldsmitha o tym samym tytule z 1939.

## Fabuła
Nowojorski pianista Al Roberts postanawia pojechać autostopem do swojej dziewczyny mieszkającej w Hollywood. Po drodze umiera jednak hazardzista, z którym Al podróżuje. W obawie przed policją przejmuje tożsamość zmarłego, przez co jednak popada w spore tarapaty ...

## Obsada
- Tom Neal – Al Roberts
- Ann Savage – Vera
- Claudia Drake – Sue Harvey
- Edmund MacDonald – Charles Haskell Jr
- Tim Ryan – właściciel Nevada Diner
- Don Brodie – sprzedawca używanych samochodów